# Pterostylis pedunculata
Pterostylis pedunculata är en orkidéart som beskrevs av Robert Brown. Pterostylis pedunculata ingår i släktet Pterostylis och familjen orkidéer. Inga underarter finns listade i Catalogue of Life.